# Arnulf I. (Flandern)
Arnulf I. der Große (niederländisch: Arnulf de Grote, französisch: Arnoul le Grand, lat.: Magnus Arnulfus; * um 885/890; † 27. März 964) war ein Graf von Flandern. Er war der älteste Sohn des Grafen Balduin II. des Kahlen († 918) aus dem Haus Flandern und der Ælfthryd († 929), einer Tochter des Angelsachsenkönigs Alfreds des Großen. Benannt wurde er nach einem frühen Vorfahren, Arnulf von Metz, um die Abstammung seiner Familie (in weiblicher Linie) von den Karolingern zu betonen.

## Leben
Beim Tod des Vaters erhielt Arnulf mit Flandern den Stammbesitz seiner Familie, während sein jüngerer Bruder Adalolf die Grafschaften Boulogne und Ternois und die Abtei Saint-Bertin bekam. Mit seinem Bruder unterstützte er 925 König Rudolf im Kampf gegen den Normannen Rollo, gegen den sie bei Eu siegten. Nachdem Adalolf 933 gestorben war, verdrängte Arnulf dessen Söhne und fügte das väterliche Erbe wieder unter seiner Herrschaft zusammen. Bereits 931 hatte er dem Grafen von Laon die Burg Mortagne entrissen und 932 nach dem Tod des Grafen Adalhelm das Artois übernommen.
Innerhalb des westfränkischen Feudaladels war Arnulf ein Anhänger der Karolinger und verbündete sich mit Graf Heribert II. von Vermandois gegen die Robertiner. Nach dem Tod König Rudolfs unterstützte er die Wahl Ludwigs IV. des Überseeischen zum neuen König. Bei seiner Rückkehr aus dem Exil landete der König 936 im Hafen von Boulogne an, also im Herrschaftsgebiet Arnulfs, der vermutlich den König auch empfangen hatte. Nachdem der König in Konflikt zu dem mächtigen dux Hugo Magnus geriet, nutzte Arnulf dies zum eigenen Machterwerb. Mit der Unterstützung seines Vetters Æthelstan griff er im Jahr 939 Montreuil an, das er auch erobern konnte. Graf Herluin aber konnte zu den Normannen fliehen und mit der Unterstützung von Wilhelm Langschwert seine Grafschaft schnell zurückerobern. Der wachsenden Bedrohung durch die Normannen begegnete Arnulf mit dem Mord an Wilhelm Langschwert im Jahr 942 bei einem Treffen auf einer Sommeinsel bei Picquigny, auf dem vorgeblich eine Versöhnung ausgehandelt werden sollte. Noch im selben Jahr versöhnte er sich mit Herluin von Montreuil nach Vermittlung König Ludwigs IV., auf dessen Seite sich Arnulf seitdem wieder stellte.
Zusammen mit dem König führte Arnulf in den kommenden Jahren mehrere Feldzüge in die Normandie, wo in dieser Zeit mehrere Wellen heidnischer Siedler aus Skandinavien angelandet waren. Dabei geriet der König jedoch im Juli 945 in die Gefangenschaft der Normannen, die ihn bald an Hugo Magnus auslieferten. Dies bedeutete ein Wiederaufflammen des Parteienkampfes im westfränkischen Regnum, in dem König Otto der Große zugunsten der Karolinger militärisch eingriff. Arnulf stellte sich an die Seite des späteren Kaisers und belagerte mit ihm erfolglos Senlis, worauf im Gegenzug Hugo Magnus 947 Flandern angriff. Im Jahr darauf versuchte Arnulf im Bunde mit dem inzwischen wieder frei gelassenen König erneut Montreuil zu erobern, was aber an der Verteidigung des Grafen Roger scheiterte. Dafür gelang 949 die Eroberung von Amiens, dessen Bischof die Robertiner unterstützt hatte, und deren anschließende Verteidigung gegen Hugo Magnus. Der versuchte diesen Verlust durch Angriffe auf Arnulfs Burgen im Ponthieu wettzumachen, worauf Arnulf mit der Transferierung der Reliquien aus den Abteien von Saint-Valery und Saint-Riquier, deren Laienabt Hugo Magnus war, in die Abtei Saint-Bertin reagierte.
Nach diesen Jahren des Kampfes konzentrierte sich Arnulf die nächsten Jahre auf den administrativen Ausbau seines Herrschaftsgebiets. Dabei verwirklichte er unter anderem eine Klosterreform, in der er den Laienvorsitz in den Klöstern Sankt Peter in Gent und Saint-Bertin aufgab und sie an den Geistlichen Gerhard von Brogne übergab. Spätestens ab 954 beteiligte Arnulf seinen ältesten Sohn Balduin III. an der Regentschaft und überantwortete ihm die Grafschaft Boulogne. Im Jahr 962 aber starb sein Sohn, was augenblicklich König Lothar zu seinen Gunsten ausnutzte, indem er Arnulf zu einer Versöhnung mit dem einst von ihm verdrängten Neffen Arnulf II. nötigte, dem er dabei die Grafschaft Boulogne überlassen musste.
Arnulf starb am 27. März 964 und wurde in der Sankt-Peters-Abtei in Gent bestattet. Während seiner Zeit trat die Bedrohung Flanderns durch die Wikinger in den Hintergrund, sein Herrschaftsbereich umfasste bei seinem Tod neben Flandern, auch das Ternois, Artois, Ostervant und Amiens, wobei aber die letzten drei Grafschaften seinem Enkel und Nachfolger, Arnulf II. dem Jüngeren, wieder verloren gingen.

## Familiäres
Seit dem Jahr 934 war Arnulf I. verheiratet mit Adela (* 910/915, † 960), einer Tochter des Grafen Heribert II. von Vermandois, mit der er drei bekannte Kinder hatte:
- Balduin III. (* wohl um 936; † 1. Januar 962), Graf von Boulogne
- Luitgard († 962, vor dem 18. Oktober); ⚭ um 950 mit Graf Wichmann von Hamaland († 973)
- Ekbert († vor dem 10. Juli 953)

Weitere mögliche Töchter waren:
- Hildegarde; genannt am 2. Oktober 974 als Ehefrau des Grafen Dietrich II. von Westfriesland († 988)[7]
- Elftrude; zu Beginn des 13. Jahrhunderts genannt als Ehefrau Siegfrieds des Dänen[8] (Haus Guînes)